# Konung Carl XVI Gustafs jubileumsminnestecken II
Konung Carl XVI Gustafs jubileumsminnestecken II är en minnesmedalj till minne av konung Carl XVI Gustafs 40-årsjubileum som Sveriges regent, 15 september 2013.

## Bakgrund
Jubileumsminnesmedalj instiftades i Hovprotokoll den 28 augusti 2013 och delades ut i samband med jubileet av H.M. Konungens 40-årsjubileum som regent i Sverige, 15 september 2013. Uppdraget att prägla medaljerna gick till Sporrong AB och totalt tillverkades 477 exemplar.

## Kriterier
Medaljen tilldelades medlemmar av den kungliga familjen, gäster närvarande vid Te Deum i Slottskyrkan samt anställda vid Kungliga Hovstaterna.

## Utformning
Medaljen formgavs av Tom Bergroth, ordensintendent vid Kungl. Maj:ts Orden. På åtsidan syns porträtt av H..M. Konungen och på frånsidan står det inskrivet "1973 --- CARL XVI GUSTAF --- SVERIGES KONUNG --- 2013". Medaljen är tillverkad i förgyllt sterlingsilver och bärs i Serafimerordens ljusblå band med fyra guldränder, symboliserande de 40 gångna åren.

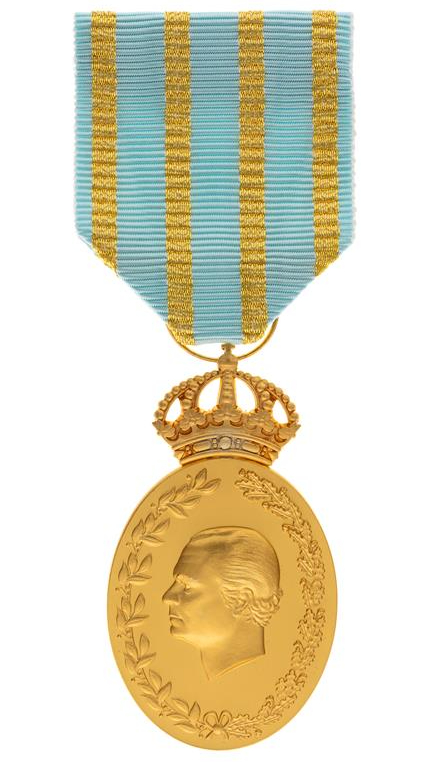
Herrmontering, åtsida.
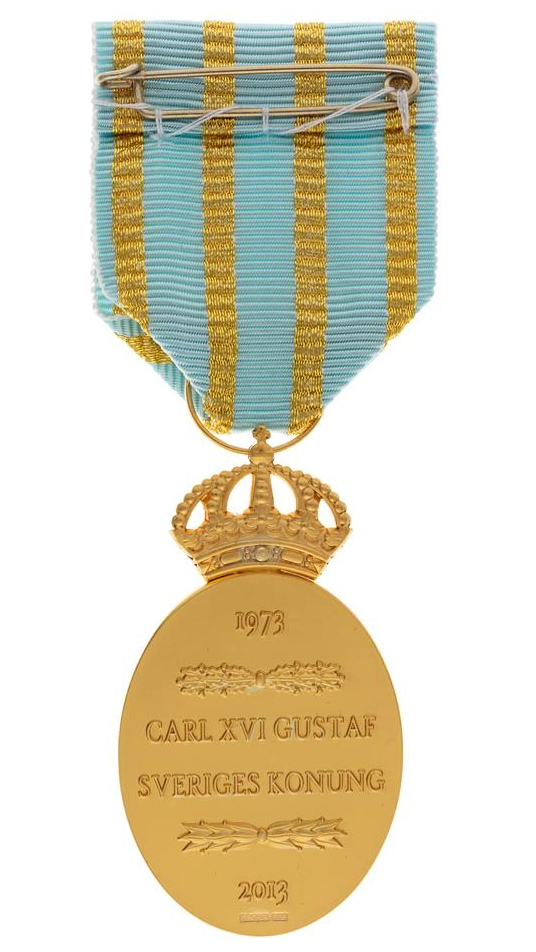
Herrmontering, frånsida.
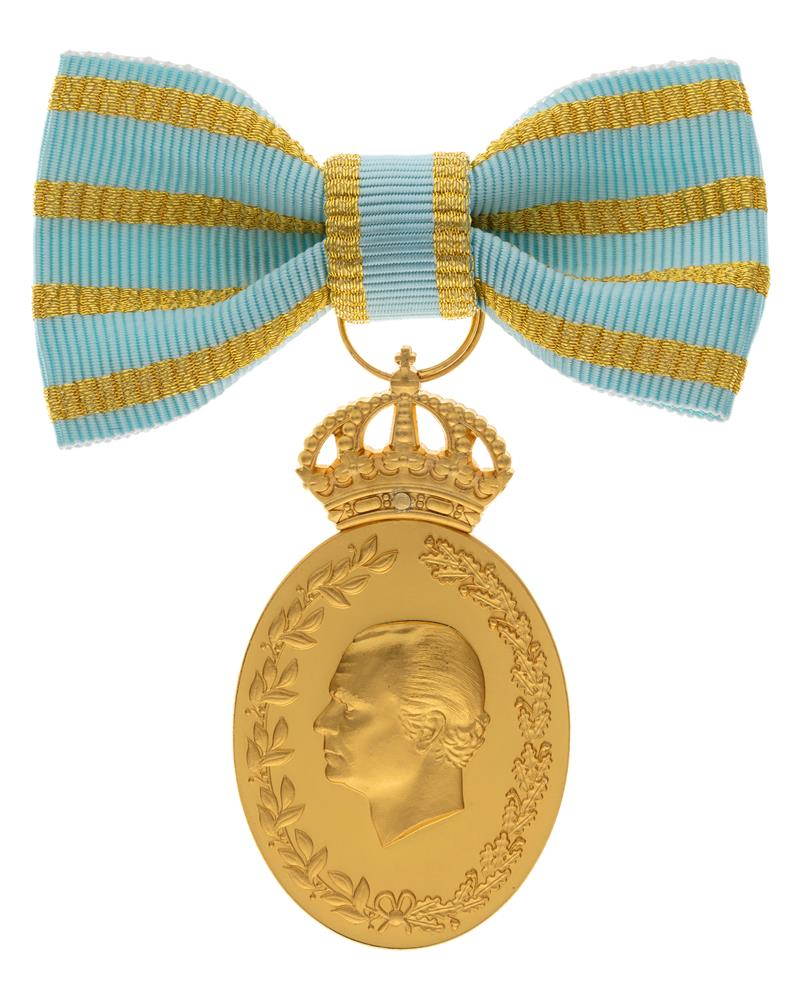
Dammontering, åtsida.
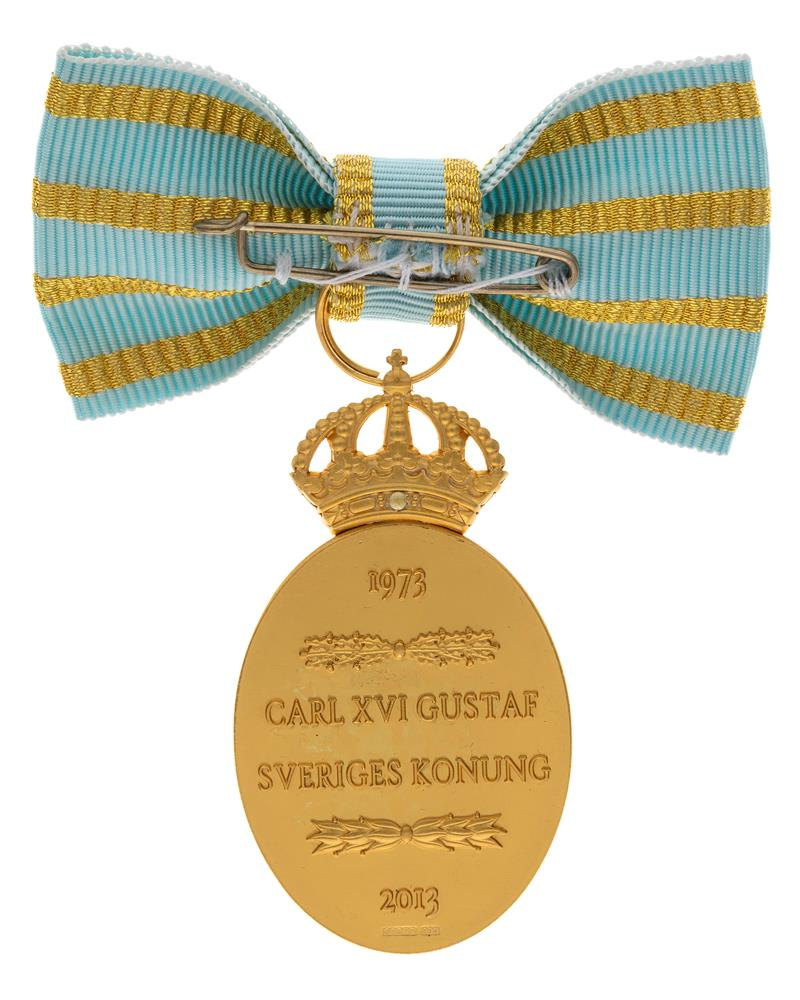
Dammontering, frånsida.

## Bärandeordning
Medaljen är ett kungligt minnestecken och ska således bäras efter Serafimerorden och svenska krigsdekorationer men före kungliga medaljer och de resterande kungliga riddarordnarna. Hur medaljen ska bäras tillsammans med andra kungliga minnestecken råder det skilda åsikter kring. Försvarsmakten menar att minnesmedaljen ska vara efter Kronprinsessan Victorias och Prins Daniels bröllopsminnesmedalj men före Konung Carl XVI Gustafs jubileumsminnestecken III, medan Kungl. Maj:ts Orden menar att tvärsom gäller.

## Mottagare i urval
- H.M. Drottning Silvia.
- H.K.H. Kronprinsessan Victoria.
- H.K.H. Prins Daniel.
- H.K.H. Prinsessan Estelle
- H.K.H. Prins Carl Philip.
- H.K.H. Prinsessan Madeleine.
- Herr Christopher O'Neil.
- Prinsessan Desirée, friherrinnan Silfverschiöld.
- Prinsessan Christina, fru Magnuson.
- Grevinnan Marianne Bernadotte af Wisborg.
- Drottning Margrethe II av Danmark.
- Prins Henrik av Danmark.
- Prinsessan Benedikte av Danmark.
- Hans excellens Ólafur Ragnar Grímsson.
- Kung Harald V av Norge.
- Drottning Sonja av Norge.
- Prinsessan Märtha Louise av Norge.
- Generalmajoren Jörn Beckmann.
- Författaren Tom C. Bergroth.
- Heraldikern Leif Ericsson.
- Journalisten Karolin A. Johansson.
- Historiken Per Nordenvall.
- Generallöjtnanten Mertil Melin.
- Brigadgeneralen Peder Ohlsson.
- Generalmajoren Lena Persson Herlitz.
- Generalmajoren Håkan Petterson.
- Statsministern Fredrik Reinfeldt.
- Professorn emeritus Staffan Rosén.
- Generallöjtnanten Jan Salestrand.
- Konteramiralen Ewa Skoog Haslum.
- Teol. dr Per Ström.
- Generalmajoren Laura Swaan Wrede.
- Överhovmästarinnan grevinna Alice Trolle-Wachtmeister.
- Talmannen Per Westerberg.